# Lepidasthenia interrupta
Lepidasthenia interrupta är en ringmaskart som först beskrevs av Marenzeller 1902.  Lepidasthenia interrupta ingår i släktet Lepidasthenia och familjen Polynoidae. Inga underarter finns listade i Catalogue of Life.